# Neustadt (Coburg)
Neustadt  es un municipio alemán al norte de la región de la Alta Franconia en el estado de Baviera dentro del distrito de Coburg. La ciudad es un centro regional y junto con la ciudad adyacente de Sonneberg en el estado de Turingia forma una entidad urbana geográfica y económicamente coherente.
Se encuentra en un valle al sur del bosque de Turingia y por ella circulan los ríos Röden y Steinach. La ciudad está situada en la falda de la montaña Muppberg de 515 metros de altura.
Las entidades que forman parte de este municipio son:
| - Aicha - Birkig - Boderndorf - Brüx - Ebersdorf - Fechheim - Fürth am Berg | - Haarbrücken - Höhn - Horb - Kemmaten - Ketschenbach - Meilschnitz - Mittelwasungen - Neustadt b. Coburg | - Plesten - Rüttmannsdorf - Thann - Unterwasungen - Weimersdorf - Wellmersdorf - Wildenheid |

## Ciudades Hermanas
Neustadt está hermanada con las ciudades de:
- Alemania, Sonneberg
- Francia, Villeneuve-sur-Lot